# Les Moissonneurs (Stubbs)
Pour les articles homonymes, voir Les Moissonneurs.
Les Moissonneurs (anglais : Reapers) est une peinture de genre réalisée par l'artiste britannique George Stubbs en 1783. Elle représente quelques d'ouvriers agricoles occupés à la moisson dans la campagne anglaise.
Ce tableau forme un triptyque avec Les Faneurs et Les Laboureurs.

## Réalisation
La première version de la peinture est réalisée en 1783 par George Stubbs sous le titre de Reapers, en même temps qu'une peinture qui la complète, Haymakers. En français, son titre a été traduit par « Les Moissonneurs », l'autre peinture s'intitulant « Les Faneurs ».
Il s'agit d'un type d’œuvre rare parmi les créations de Stubbs, qui s'est plutôt spécialisé dans les peintures animalières. Ces peintures ont été déclinées en gravures en 1791, puis d'autres versions des Faneurs et des Moissonneurs ont été peintes en 1794 et 1795, dans un format ovale.

## Description
Le tableau montre des ouvriers agricoles au travail avec leur faux, pendant que d'autres se reposent ou assemblent les gerbes. D'après James C. Scott et  Nina Bhatt, le tableau dégage une atmosphère de docilité et de gentillesse. Ils estime qu'il n'aurait pas été possible de dépeindre ces ouvriers agricoles autrement, en raison du contexte de création de la peinture, qui implique de ne pas représenter de possibles révoltes paysannes.

Détails du tableau
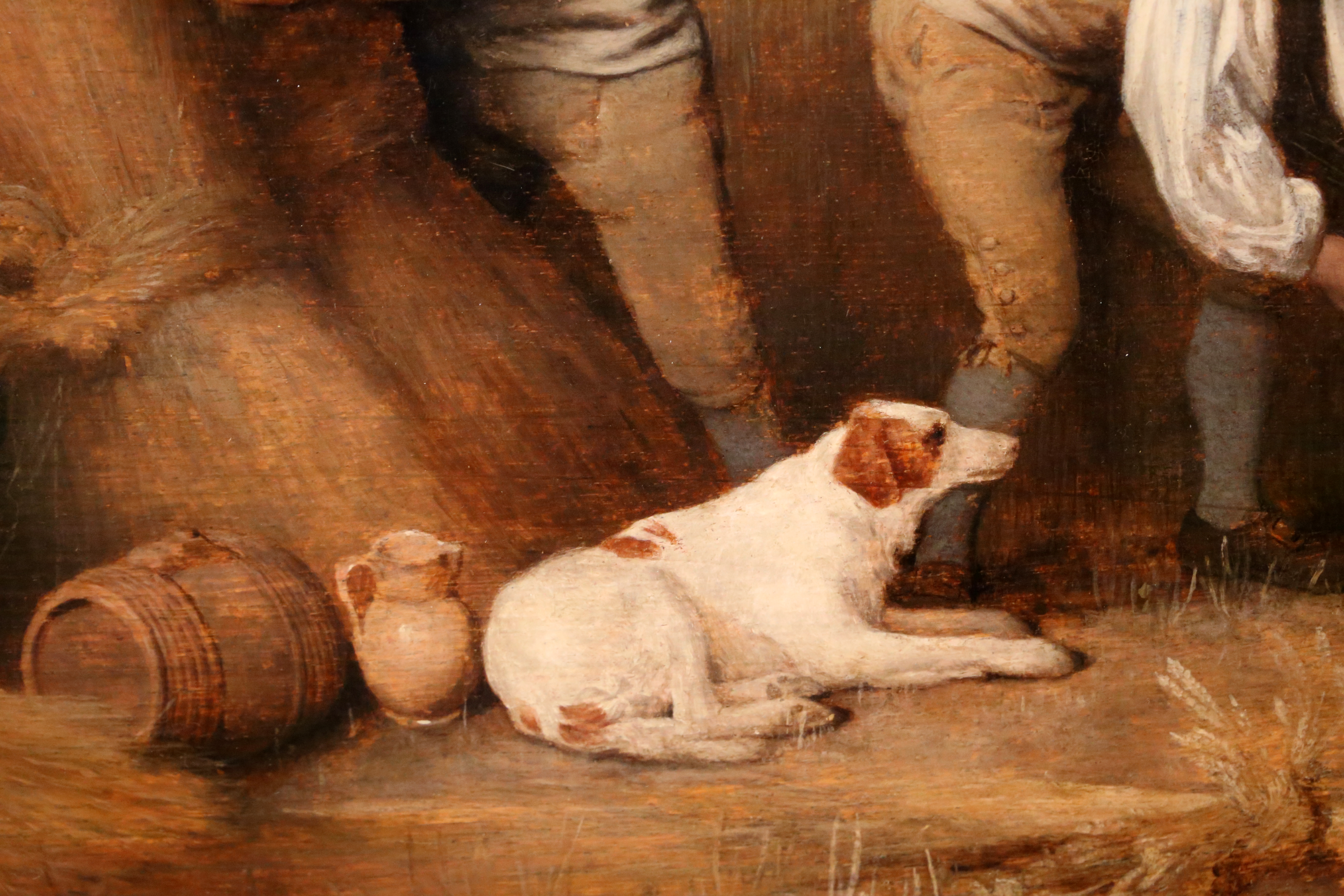
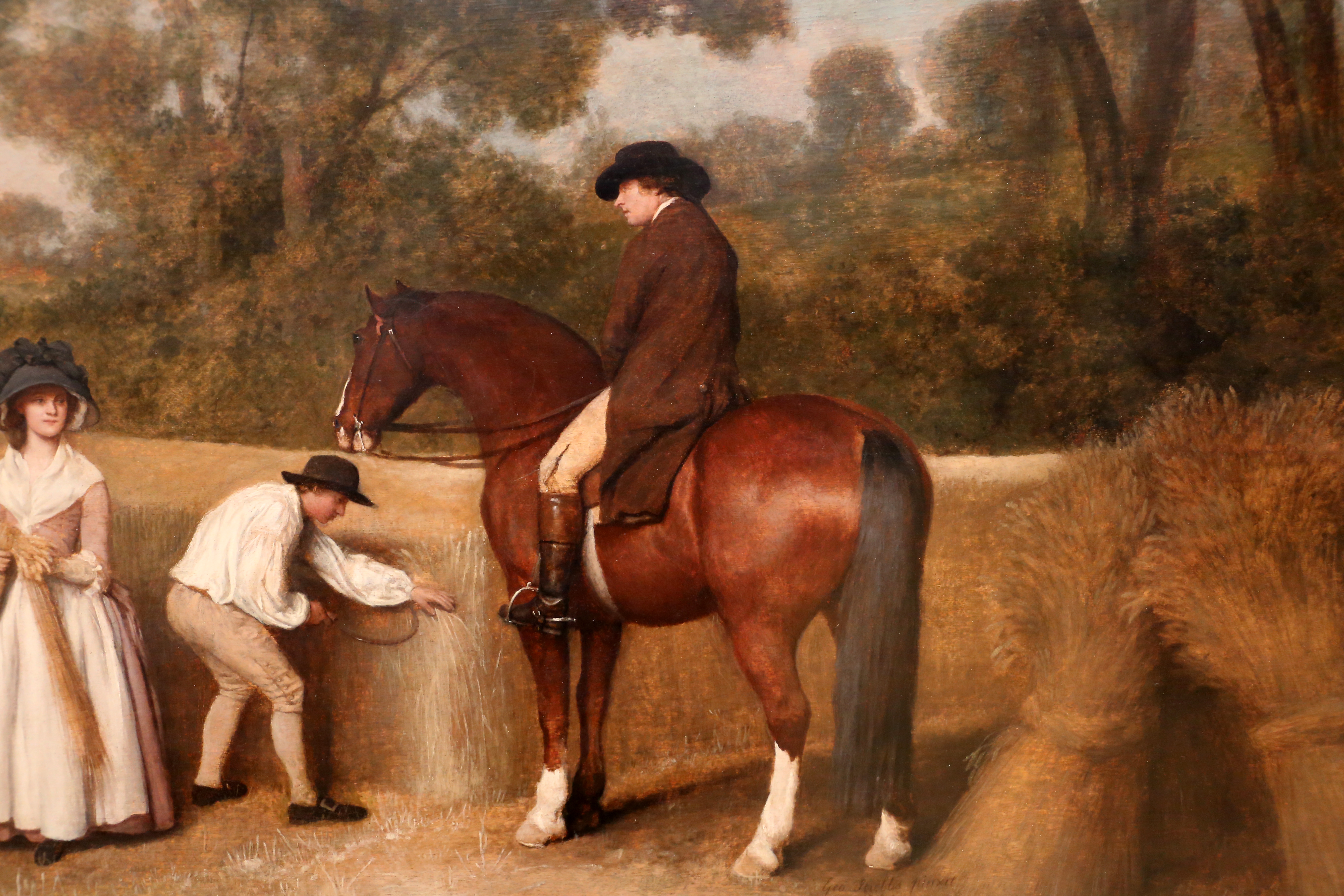
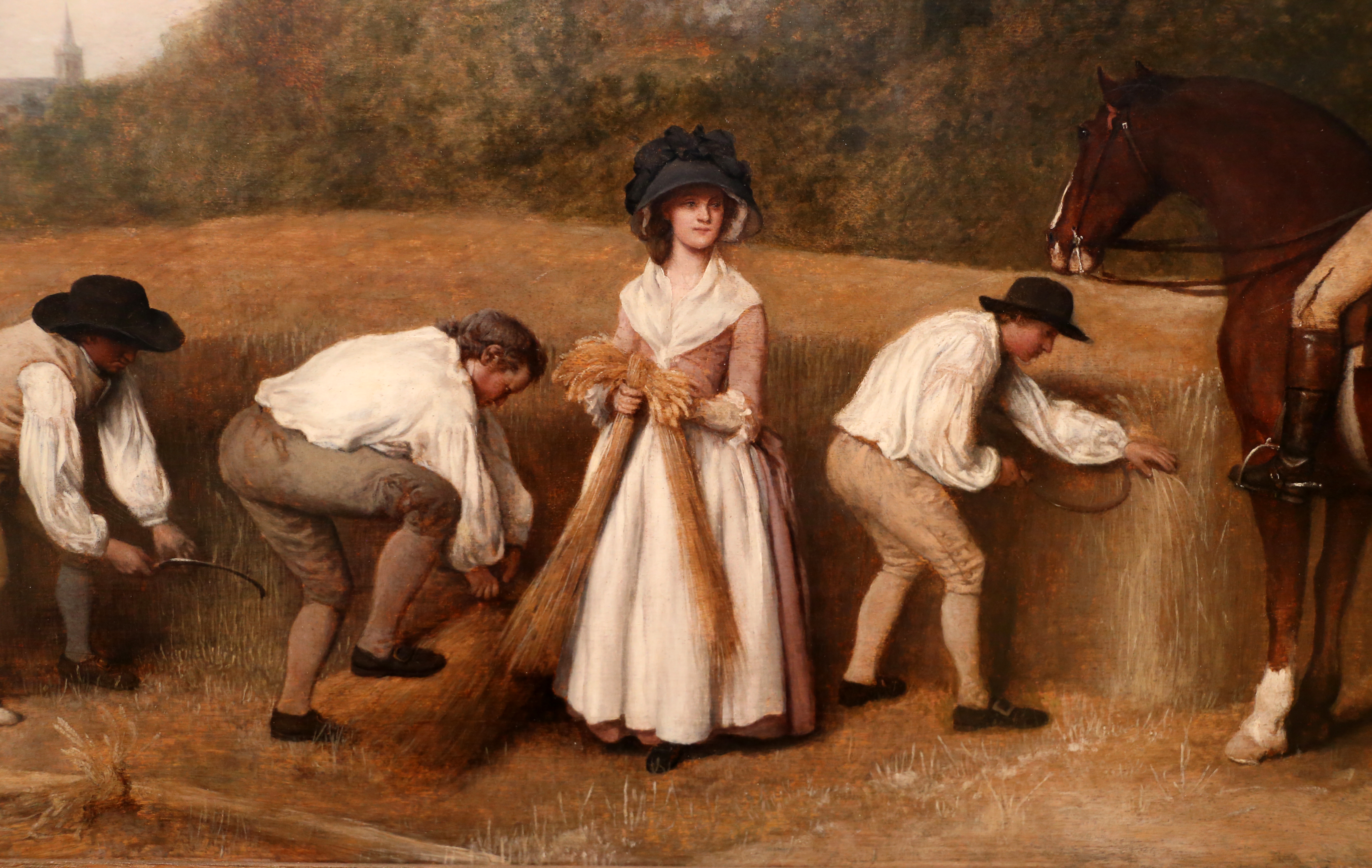

## Historique
Les deux tableaux sont exposés à l'exposition d'été de la Royal Academy of Art en 1786 à la Somerset House, première exposition de ce type de tableaux depuis 1782. Les Moissonneurs fait désormais partie de la collection de la Tate Britain à Londres, après avoir été acquis en 1977.